# Zuiderhavenkerk
De Zuiderhavenkerk is een kerkgebouw van de Gereformeerde Gemeente in de Nederlandse plaats Barendrecht. Het kerkgebouw is op 17 april 2007 in gebruik genomen. Het kerkgebouw staat aan de Ploegwei in het zuidoosten van Barendrecht.

## Gebouw
Het kerkgebouw telt twee verdiepingen. Op de bovenste verdieping is de kerkzaal te vinden, met een liturgisch centrum. Daarboven is ook het orgel te vinden, dat deels in een uitbouw is weggewerkt. De kerkzaal telt 610 zitplaatsen. Dit aantal is uit te breiden tot ongeveer 900 zitplaatsen. Het kerkgebouw heeft ook diverse zalen voor de activiteiten van de gemeente. De bouw van de kerk kostte 3,5 miljoen euro.

## Gebruikers
De Gereformeerde Gemeente van Barendrecht kerkt in de Zuiderhavenkerk. De Gereformeerde Gemeente van Barendrecht komt voort uit de Gereformeerde Gemeente van Rotterdam-Zuid. Veel mensen verhuisden echter vanuit Rotterdam naar omliggende dorpen en steden, zoals Barendrecht. De gemeente kerkte in een gebouw aan het Mijnsherenplein, maar is op 3 oktober 2004 verhuist naar Barendrecht. Daarbij is ook de naam van de gemeente logischerwijs veranderd van Rotterdam-Zuid naar Barendrecht. De datum van institutie was 3 januari 1895. 
In 2024 telt de gemeente ongeveer 612 leden. 